# 查爾斯·惠特曼
查爾斯·惠特曼（Charles Joseph Whitman，1941年6月24日—1966年8月1日）是一位美國德克薩斯州大學奧斯汀分校學生、曾加入美國海軍陸戰隊擔任神射手。他於1966年持槍無差別攻擊平民，造成14人死亡，31人受傷，是為得克萨斯州大学枪击案，被公認為美國第一起隨機槍擊事件。
查爾斯·惠特曼在1966年8月1日清晨，先在家中殺死妻子與母親。再帶著各式槍枝，包括來福槍、霰彈槍、手槍等，進入德州大學奧斯汀分校，在90-95分鐘間，於校區的高塔內及高塔周邊射殺了14人，造成32人受傷。惠特曼在塔內射殺3人、並在高塔的第28層瞭望台隨機狙擊路上民眾。之後員警到場，同時民眾亦開始以自己的槍枝向惠特曼所在的高塔射擊。
最後一名熟知高塔配置的平民Allen Crum及二名員警Ramiro Martinez、Houston McCoy悄悄包圍了他（甚至外圍的員警及民眾都不知道他們三人已滲透惠特曼所在的塔頂而持續向高塔射擊）。之後Allen Crum聽到惠特曼的腳步聲，並開始向惠特曼射擊，其槍聲將惠特曼逼至角落。Ramiro Martinez及Houston McCoy當機立斷，分別使用左輪手槍、散彈槍對惠特曼射擊。惠特曼頭部、頸部及左半身被Houston McCoy的鹿彈擊中，當場伏法。。

## 案發前連串事件
當日案發前，惠特曼買了副雙筒望遠鏡及一把刀，又自7-Eleven買了Spam罐頭。他先至其妻凱希擔任季度接線生處接回老婆，再與其母相會於大學左近的Wyatt Cafeteria共進午餐。
1966年七月卅日下午四點左右，惠特曼夫婦造訪密友約翰與法蘭摩根夫婦，於五點離開他們的公寓以赴凱希輪值6:00–10:00p.m.的晚班。
6:45p.m.惠特曼繕打其遺書，以下為其部分文字：
我不太知道是什麼驅使我打出這封信。或許是為我最近的作為留點頭緒。這幾天我都不知道自己是怎麼了。我本該是個講理且有腦筋的一般年輕人，但是，最近（我不曉得從什麼時候開始）我被一堆沒頭沒腦的念頭害死了。這些念頭不斷反覆，得努力壓制才能專注於有用的事情上。
他繼續寫道，要求對其遺體驗屍，看看是否有什生物因素導致一直以來的強烈頭痛。他也寫下打算殺死母親與老婆，理由不怎麼明確。他表示其母並未『得享其應得之生活』，而其妻『當了他夢寐以求的好老婆』。惠特曼解釋他想協助她們解脫出這個苦難的世界，並防止她們因他的所作所為而受窘。他並未提及計畫至校園開槍。
八月一號午夜之後，惠特曼開車至其母位於Guadalupe街122號的居所。殺害其母後，他將遺體放上床，蓋上被子。其殺人方式仍有爭議，但警方相信他把她弄昏後再一刀刺心奪命。
遺體旁留了張他的手寫字條，以下為其部分文字：
敬啓者：我已取走家母性命。過程當中我極為難受。我想，若真有天堂，她一定已在該處[...]我真的好遺憾[...]我全心全意的愛著這位女士，對這點請不要有絲毫懷疑。

惠特曼其後回到位於Jewell街906號家中，對睡夢中的老婆朝心臟連刺三刀臟斃命。為遺體蓋好被子後，他用原子筆寫完前夜所繕打的字條。 紙側有一行字：
朋友打斷，8-1-66 Mon. 3:00 A.M.兩個都殺了。

惠特曼用筆寫完：
我想到我把兩個所愛的女人都殺了。我想做得乾淨俐落[...]如果我的壽險還有效，請償還我的欠款[...] 剩下的匿名捐贈給心理健康之類的基金。或許相關研究能防止將來這類的悲劇[...]把狗給小舅子，跟他說凱西很喜歡『Schocie』[...]驗屍後把我火化掉。
他在租處另留有字條要求沖出其兩捲攝影底片。另有兩張私人字條給他兩個手足。

惠特曼最後在一個信封上標注：『當日想法』，裡面塞了一堆手寫的格言。信封外加了一行字：
8-1-66.我辦不到。這些念頭令我無法承受。
1966年八月一日清晨5:45，惠特曼，致電貝爾公司，為其妻向主管請病假。五小時後。又打了類似的電話到其母工作的地方。
惠特曼最後的記事出之以過去式，顯示母親與妻子兩人當時已遇害。

## 葬體
惠特曼母子的聯合喪禮於1966年八月五日在佛羅里達Lake Worth以天主教儀式舉行。兩人被安葬在佛州的Hillcrest紀念公園。由於惠特曼是退伍軍人，他得蒙美國國旗覆棺，軍禮榮葬。

## 延伸阅读
- Cawthorne, Nigel. . Ulysses Press. 2007. ISBN 978-1-56975-578-5.
- Coleman, Loren. . Simon and Schuster. 2004. ISBN 978-1-4165-0554-9.
- Douglas, John; Burgess, Ann W.; Burgess, Allen G.; Ressler, Robert K.  2. John Wiley & Sons. 2011. ISBN 978-1-118-04718-7.
- Douglas, John; Olshaker, Mark. . New York: Scribner. 1999. ISBN 978-0-7567-5292-7.
- Franscell, Ron. . Fair Winds Press. 2011. ISBN 978-1-61059-494-3.
- Freberg, Laura.  2. Cengage Learning. 2009. ISBN 978-0-547-17779-3.
- Lavergne, Gary M. . Denton, Texas: University of North Texas Press. 1997. ISBN 978-1-57441-029-7.
- Lester, David. . Nova Publishers. 2004. ISBN 978-1-59033-929-9.
- Levin, Jack; Fox, James Alan. . New York: Plenum Press. 1985. ISBN 978-0-306-41943-0.
- Martinez, Ramiro. . New Braunfels, Texas: Rio Bravo Publishing. 2005. ISBN 978-0-9760162-0-5.
- McNab, Chris. . Osprey Publishing. 2009. ISBN 978-1-84603-376-6.
- Mayo, Mike. . Visible Ink Press. 2008. ISBN 978-1-57859-256-2.
- Morris, Ray, Jr. . Dog Ear Publishing. 2009. ISBN 978-1-60844-142-6.
- Ramsland, Katherine M. . Greenwood Publishing Group. 2005. ISBN 978-0-275-98475-5.
- Thompson, James G. . Medals of America Press. 2003. ISBN 978-1-884452-42-0.
- Time-Life Books. . Time-Life Books. 1993. ISBN 978-0-7835-0004-1.
- Tobias, Ronald. . Boulder, Colorado: Paladin Press. 1981. ISBN 978-0-87364-207-1.